# فلوبايكس
فلوبايكس (بالفرنسية: Fleurbaix)‏ هي بلدية تقع في إقليم باد كاليه من منطقة نور با دو كاليه في شمال فرنسا. تبلغ مساحة هذه المدينة 12.86 (كم²)، وترتفع عن سطح البحر 18 م، يبلغ عدد سكانها 2480 نسمة حسب إحصاء المعهد الوطني للإحصاء والدراسات الاقتصادية سنة 2009 م. وترأس Michel Dupont البلدية خلال فترة (2008-2014).